# St. Ruprecht, Trg
St. Ruprecht je naselje v Občini Trg v Okraju Trg na Koroškem v Avstriji.